# Maimuna (geslacht)
Maimuna is een geslacht van spinnen uit de  familie van de Agelenidae (trechterspinnen).

## Soorten
- Maimuna anatolica Dimitrov, 2022
- Maimuna antalyensis Zamani, Kaya & Marusik, 2024
- Maimuna bovierlapierrei (Kulczyński, 1911)
- Maimuna cariae Brignoli, 1978
- Maimuna carmelica Levy, 1996
- Maimuna cretica (Kulczyński, 1903)
- Maimuna inornata (O. Pickard-Cambridge, 1872)
- Maimuna meronis Levy, 1996
- Maimuna vestita (C. L. Koch, 1841)